# Zygiella nearctica
Espèce
Zygiella nearctica est une espèce d'araignées aranéomorphes de la famille des Araneidae.

## Distribution
Cette espèce se rencontre au Canada en Colombie-Britannique, au Yukon, en Alberta, en Saskatchewan, au Manitoba, en Ontario, au Québec, en Nouvelle-Écosse, au Nouveau-Brunswick et en Terre-Neuve-et-Labrador et aux États-Unis au Maine, au New Hampshire, au Vermont, dans l'État de New York, au Maryland, en Virginie-Occidentale, en Virginie, en Caroline du Nord, au Michigan, au Wisconsin, au Montana, au Wyoming et au Colorado,.

## Description
Le mâle holotype mesure 4,8 mm et la femelle paratype 6,5 mm.
Les mâles mesurent de 4,1 à 4,6 mm et les femelles de 4,9 à 7,3 mm.

## Systématique et taxinomie
Cette espèce a été décrite par Gertsch en 1964. Elle est placée en synonymie avec Zygiella dispar par Levi en 1974. Elle est relevée de synonymie par Dondale, Redner, Paquin et Levi en 2003.

## Publication originale
- Gertsch, 1964 : « The spider genus Zygiella in North America (Araneae, Argiopidae). » American Museum Novitates, no 2188, no 1-21 (texte intégral).